# Pinus
|  | «Pins» redirigeix aquí. Vegeu-ne altres significats a «Pins (desambiguació)». |

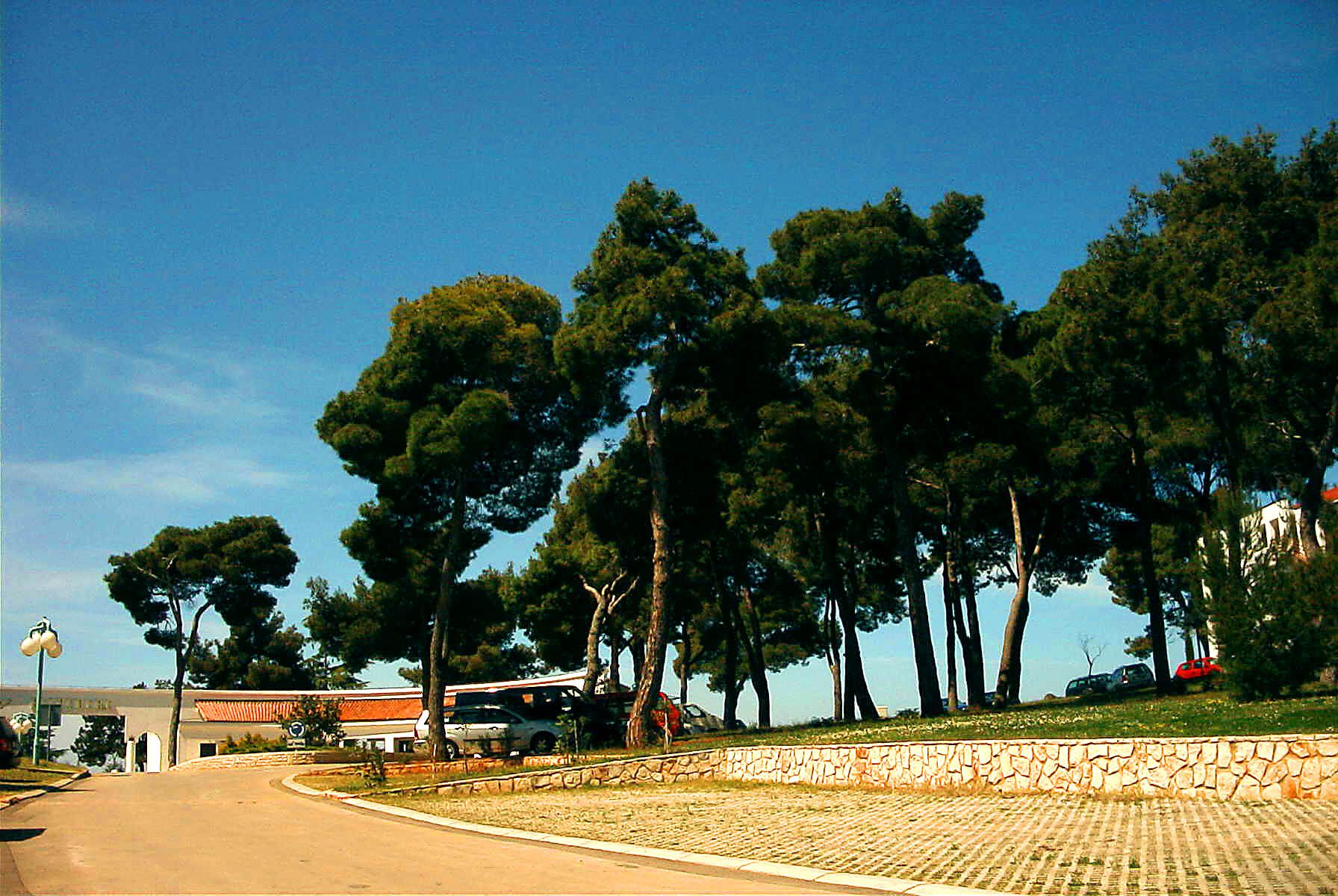
Pinus halepensis

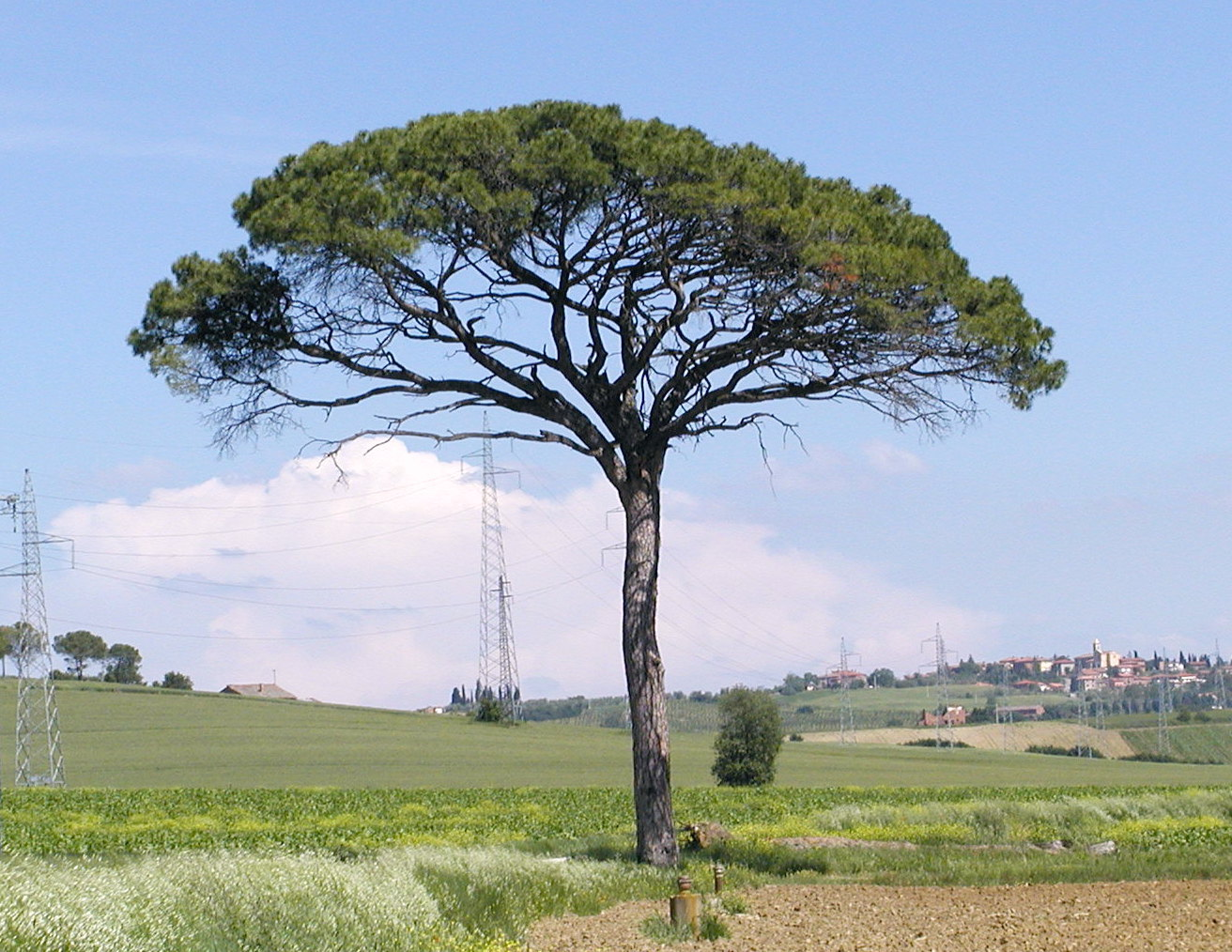
Pinus pinea (Toscana)

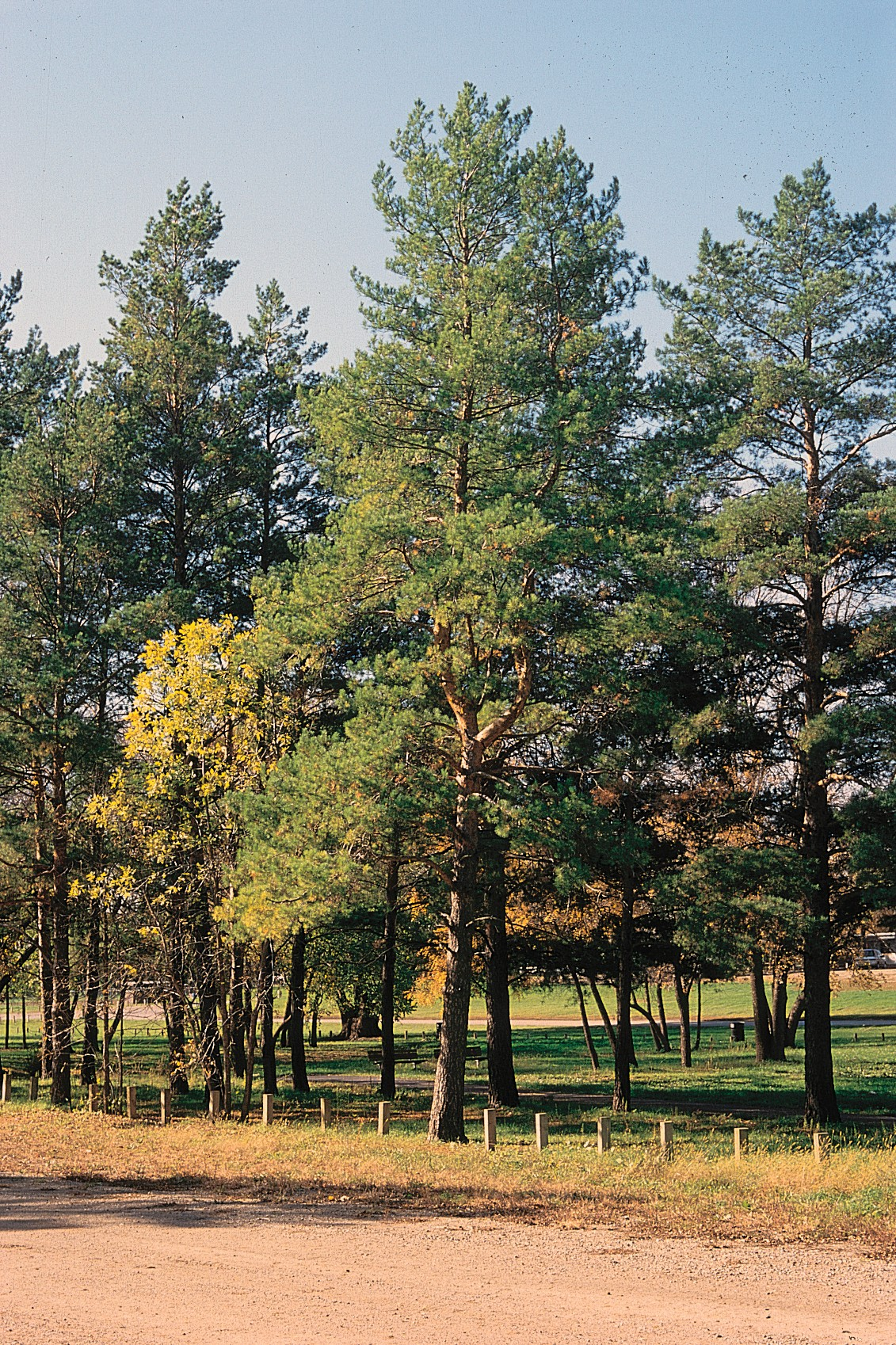
Pinus sylvestris

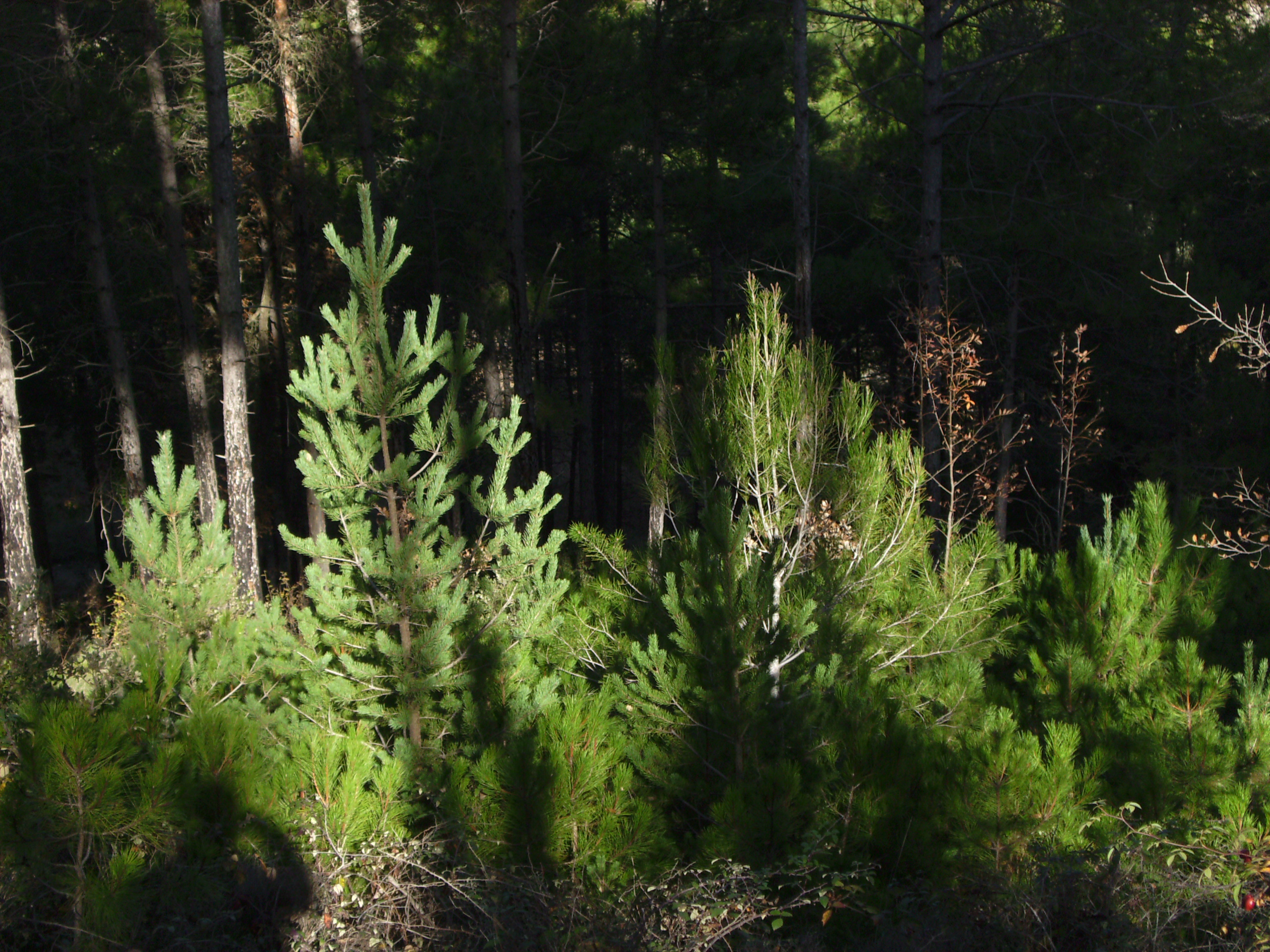
Tres del pins europeus junts: D'esquerra a dreta, Pi roig, pi blanc i pinassa, els pinets de sota també són pinasses, tots en estat silvestre a la Serra de Castelltallat (2012).

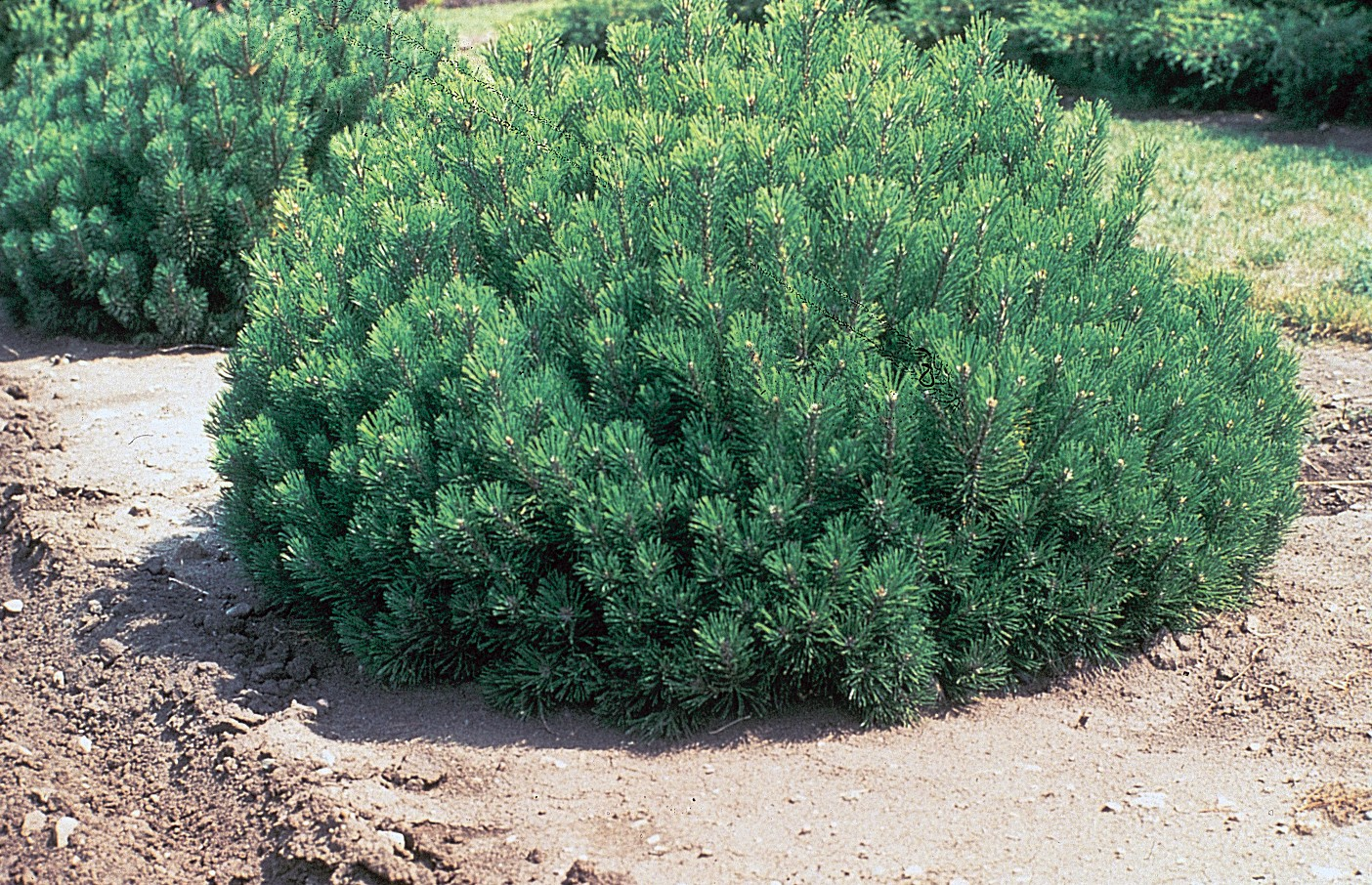
Pinus mugo

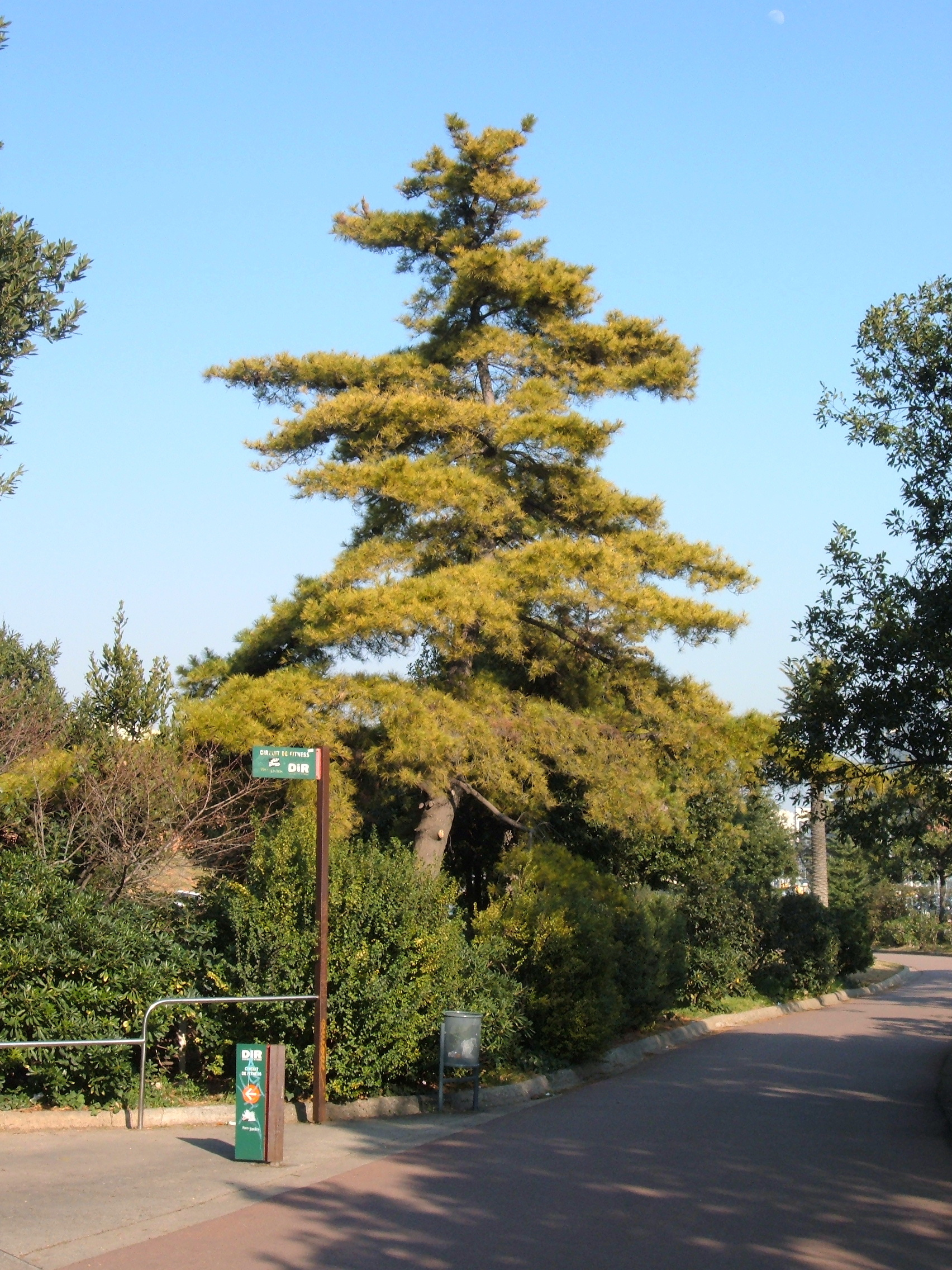
Pinus radiata

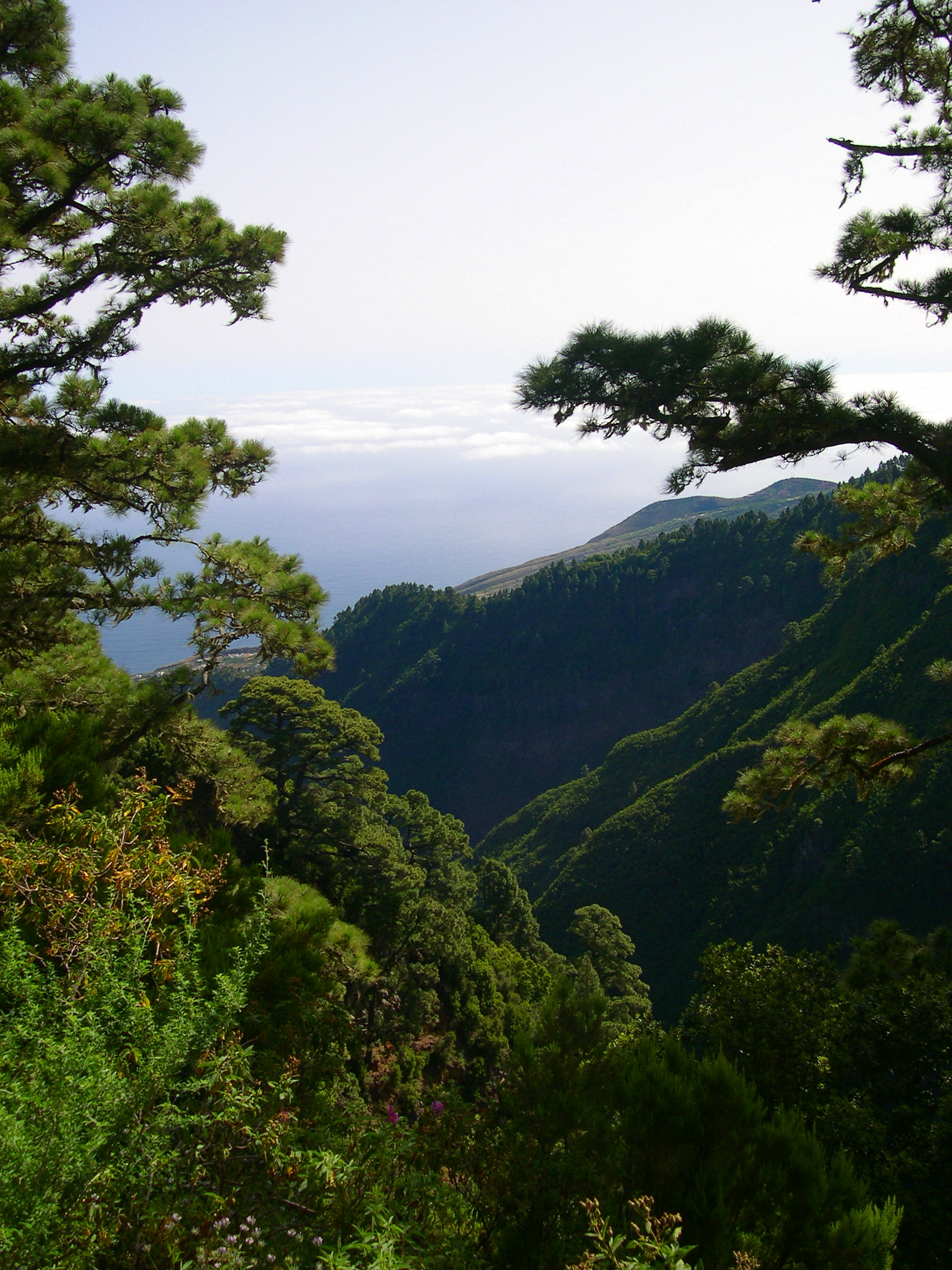
Pinus canariensis

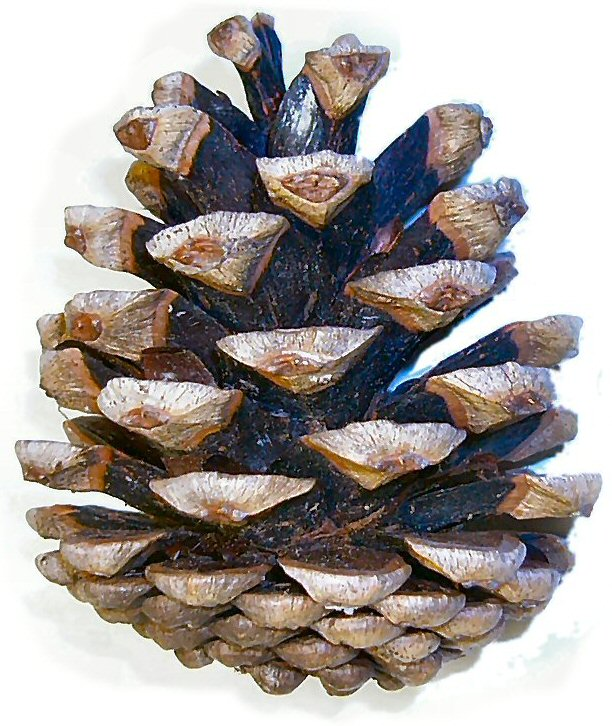
Pinya de pinus nigra

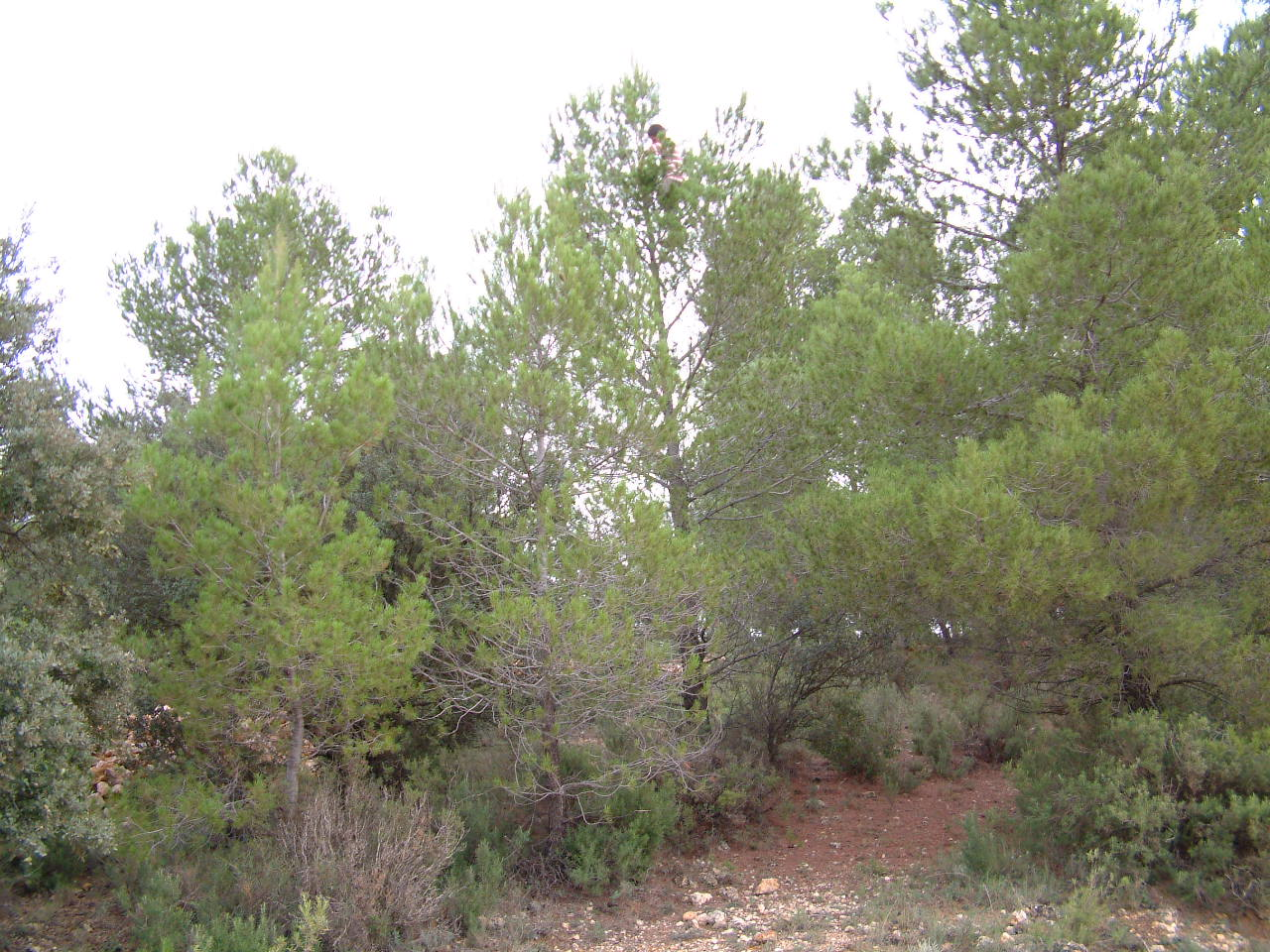
Pins al País Valencià

Pinus és un gènere de conífera de la família Pinaceae. Són arbres coneguts popularment com a pins, per bé que altres arbres d'altres gèneres també s'anomenen pins.
Els pins, quan creixen junts, formen boscos que s'anomenen pinedes. De diverses espècies de pins amb pinyons comestibles s'obté l'oli de pinyó amb diversos usos.

## Característiques
Els pins són arbres de fulla perenne, generalment de tronc dret i elevat. La capçada pot ser piramidal o arrodonida i, en els arbres adults, ampla i deprimida. Els macroblasts presenten fulles esquamiformes sense clorofil·la. Les fulles tenen una forma acicular característica amb dos o més canals resinífers cadascuna, i s'apleguen en forma de fascicles de dues a cinc unitats en petites branquetes anomenades braquiblasts. Les espècies europees tenen totes braquiblasts amb dues fulles.
Els cons masculins es desenvolupen a la base dels brots anuals. Els estròbils presenten escates persistents, sent les tectrices rudimentàries i incluses i les seminíferes sol presentar una protuberància o melic en la seva part externa (apòfisi) maduren biennal o trienalment. Les llavors són alades amb la testa més o menys lignificada. Nombroses espècies es conreen des de molt antic pels seus pinyons o amb finalitats ornamentals o forestals, la qual cosa dificulta l'establiment de les seves àrees originals.
Els pins són plantes monoiques, amb inflorescències masculines i femenines separades en un mateix peu. Les femenines, després de pol·linitzades i madurades, es lignifiquen i es transformen en pinyes, les esquames de les quals protegeixen les llavors, anomenades pinyons. La petorrera és la pell que salta de la soca o del tronc.

## Història
Entre els antics el pi era l'arbre preferit de Demèter o Cibeles. Els coribants portaven tirs els extrems del qual eren pinyes de pi. També s'emprava la pinya en cerimònies del culte de Bacus. De vegades, es representen a Silvà amb una branca de pi a la mà dreta.

## Distribució
Hi ha més d'un centenar d'espècies de pins, distribuïdes per totes les latituds i altituds de l'hemisferi nord, sis de les quals es fan espontàniament als Països Catalans: el pi blanc, el pi pinyer i el pinastre, propis de la terra baixa, la pinassa o pi gargalla a la muntanya mitja, el pi roig a l'estatge montà i el pi negre a l'alta muntanya. Algunes altres (pi canari, pi insigne) han estat introduïdes per al seu aprofitament forestal.

### Espècies per regions
Existeixen al voltant de 110 espècies de pi al món. Els pins són natius de l'Hemisferi Nord, amb solament una espècie trobada al sud de l'Equador, a l'illa de Sumatra (2°S, el pi de Sumatra). A l'Amèrica del Nord se situen des dels 66°N al Canadà (pi Jack) fins als 12°N pel sud a Nicaragua (pi del Carib). Les muntanyes subtropicals de Mèxic alberguen la major diversitat d'espècies d'aquest gènere, amb prop de 47. L'oest dels Estats Units (Califòrnia) és el segon lloc del planeta amb més diversitat de pins. A Euràsia es troben des de les Illes Canàries i Escòcia per l'Oest fins al llunyà orient rus, i pel sud des de les Filipines fins als 70° N a Noruega i Sibèria oriental (pi roig i pi nan siberià respectivament). Set espècies són natives i originàries de la península Ibèrica i zones limítrofes i han sobreviscut i desenvolupat des de temps remots. En el nord d'Àfrica existeixen pins a les zones muntanyenques, així com en els Himalaies i en el sud-est asiàtic. S'han introduït pins en àrees temperades i subtropicals de l'Hemisferi Sud, incloent l'Argentina, el Brasil, Xile, l'Equador, Uruguai, el Paraguai, Nova Zelanda i Austràlia, on creixen extensament com a recurs de la fusta, i inclusivament algunes espècies s'han convertit en invasores.

## Llista de pins per regions

### Vell món
Regió europea i mediterrània (alguna espècie estesa fins a Àsia)
- Pinus brutia - Pi de Turquia[4]
- Pinus canariensis - Pi de les Canàries[5]
- Pinus cembra - Pi suís[6]
- Pinus halepensis - Pi blanc (en eivissenc/formenterer: pi bord)[7]
- Pinus halepensis ceciliae - Pi blanc endèmic de Menorca[8]
- Pinus heldreichii - sin. Pinus leucodermis - Pi de Bòsnia[9]
- Pinus mugo - Pi negre[10]
- Pinus nigra - Pinassa[11]
- Pinus peuce - Pi de Macedònia[12]
- Pinus pinaster - Pinastre[13]
- Pinus pinea - Pi pinyer o Pi pinyoner (en eivissenc/formenterer/tarragoní: pi ver)[14]
- Pinus sylvestris - Pi roig[15]

Àsia
- Pinus amamiana[16]
- Pinus armandii[17]
- Pinus bhutanica[18]
- Pinus bungeana[19]
- Pinus dalatensis[20]
- Pinus densata[21]
- Pinus densiflora[22]
- Pinus eremitana[23]
- Pinus fenzeliana[24]
- Pinus fragilissima[25]
- Pinus gerardiana[26]
- Pinus henryi[27]
- Pinus hwang-shanensis[28]
- Pinus kesiya[29]
- Pinus koraiensis[30]
- Pinus krempfii[31]
- Pinus latteri[32]
- Pinus luchuensis[33]
- Pinus massoniana[34]
- Pinus merkusii[35]
- Pinus morrisonicola[36]
- Pinus orthophylla[23]
- Pinus parviflora[37]
- Pinus pumila[38]
- Pinus roxburghii[39]
- Pinus sibirica[40]
- Pinus squamata[41]
- Pinus tabuliformis[42]
- Pinus taiwanensis[43]
- Pinus thunbergii[44]
- Pinus uyematsui[45]
- Pinus wallichiana - Pi de l'Himàlaia[46]
- Pinus wangii (sin. Pinus kwangtungensis)[47]
- Pinus yunnanensis[48]

### Nou món
Canadà i EUA, excepte àrees properes a la frontera mexicana
- Pinus albicaulis[49]
- Pinus aristata[50]
- Pinus attenuata[51]
- Pinus balfouriana[52]
- Pinus banksiana[53][54][55][56]
- Pinus clausa[57]
- Pinus contorta[58][59]
- Pinus coulteri[60]
- Pinus echinata[61]
- Pinus edulis[62]
- Pinus elliottii[63][64][65]
- Pinus flexilis[66]
- Pinus glabra[67]
- Pinus jeffreyi[68]
- Pinus lambertiana[69][70][71]
- Pinus longaeva[72]
- Pinus monophylla[73]
- Pinus monticola[74]
- Pinus muricata[75]
- Pinus palustris - Pi melis[76]
- Pinus ponderosa (sin. Pinus washoensis)[77][78][79]
- Pinus pungens[80]
- Pinus radiata - Pi insigne[81][82][83][84]
- Pinus reflexa[85]
- Pinus remota[86]
- Pinus resinosa[87][88][89][90]
- Pinus rigida[91]
- Pinus sabineana[92]
- Pinus serotina[93]
- Pinus strobus[94]
- Pinus taeda[95]
- Pinus torreyana[96][97][98][99]
- Pinus virginiana[100]

Sud d'Arizona i Nou Mèxic, Mèxic, Amèrica central i Carib
- Pinus apulcensis[101]
- Pinus arizonica[102]
- Pinus ayacahuite[103]
- Pinus caribaea[104][105][106][107][108]
- Pinus cembroides[109]
- Pinus chiapensis[110]
- Pinus cooperi[111]
- Pinus cubensis[112][113]
- Pinus culminicola[114]
- Pinus devoniana (sin. Pinus michoacana)[115]
- Pinus durangensis[116]
- Pinus engelmannii[117]
- Pinus estevezii[118]
- Pinus gordoniana (sin. Pinus douglasiana)[119]
- Pinus greggii[120][121]
- Pinus hartwegii[122]
- Pinus herrerae[123]
- Pinus hondurensis (sin. Pinus caribaea var. hondurensis)[124]
- Pinus jaliscana[125]
- Pinus johannis[126]
- Pinus lawsonii[36]
- Pinus leiophylla[127]
- Pinus lumholtzii[128]
- Pinus maximartinezii[129]
- Pinus maximinoi (sin. Pinus tenuifolia)[130]
- Pinus montezumae[131]
- Pinus nelsonii[132]
- Pinus occidentalis[133][134]
- Pinus oocarpa[135]
- Pinus patula[136][137]
- Pinus orizabensis[138]
- Pinus pinceana[139][140]
- Pinus praetermissa[41]
- Pinus pringlei[141]
- Pinus pseudostrobus[142]
- Pinus quadrifolia[143][144]
- Pinus rzedowskii[145]
- Pinus strobiformis[146]
- Pinus tecunumanii[147]
- Pinus teocote[148]
- Pinus tropicalis[149]